# Stagno Lombardo
Stagno Lombardo é uma comuna italiana da região da Lombardia, província de Cremona, com cerca de 1.457 habitantes. Estende-se por uma área de 39 km², tendo uma densidade populacional de 37 hab/km². Faz fronteira com Bonemerse, Castelvetro Piacentino (PC), Cremona, Gerre de' Caprioli, Pieve d'Olmi, Polesine Parmense (PR), Villanova sull'Arda (PC), Zibello (PR).

## Demografia
| Variação demográfica do município entre 1861 e 2011                               |
|                                                                                   |
| Fonte: Istituto Nazionale di Statistica (ISTAT) - Elaboração gráfica da Wikipedia |